# 산쿠스쿠스
산쿠스쿠스(Phalanger carmelitae)는 쿠스쿠스과에 속하는 유대류의 일종이다. 인도네시아 서파푸아와 파푸아뉴기니에서 발견된다.

## 특징
몸통 길이가 37~43.1cm이고 꼬리 길이는 31~36.5cm이다. 몸무게는 약 2.6kg이다. 몸이 다소 통통하고 큰 고양이 크기의 쿠스쿠스로 굵은 초콜릿색 털이 덮여 있고 뉴기니섬 남부의 일부 표본은 회색빛을 띤다. 꼬리 끝 부분만 털이 없다. 잡는꼬리를 이용해 나무 가지를 오를 수 있다. 암컷이 대체로 수컷보다 크다.

## 생태
앞쪽으로 돌출되어 있는 크고 둥근 눈을 통해 추론할 수 있는 것처럼 밤에 주로 활동하는 야행성 동물이다. 굽어 있는 아주 강한 발톱을 갖고 있지만 걷는 속도는 다소 느리다. 먹이는 주로 열매와 식물 잎, 작은 무척추동물, 알과 새 등이다. 암컷은 보통 한 마리의 새끼를 낳는다.

## 분포 및 서식지
해발 1,400m와 3,660m 사이의 뉴기니섬 산악 지대의 우림에서 서식한다. 센트럴 코르디예라 산맥에서는 보통 해발 최대 3,000m 이내에서 만날 수 있지만, 후온반도에서는 해발 최대 3,600m 지역에서도 발견되는 데 그 이유는 비단쿠스쿠스가 분포하지 않기 때문으로 추정된다.

## 아종
2종의 아종이 알려져 있다.
- P. c. carmelitae Thomas, 1898 - 뉴기니섬 중부
- P. c. coccygis Thomas, 1922 - 후온반도